# (36210) 1999 TD144
1999 TD144 (asteroide 36210) é um asteroide da cintura principal. Possui uma excentricidade de 0.05076210 e uma inclinação de 11.38417º.
Este asteroide foi descoberto no dia 7 de outubro de 1999 por LINEAR em Socorro.